# Çılbır
Çılbır és un plat d'ou escalfat de la cuina turca. Es prepara cobrint els ous escalfats amb una salsa de iogurt amb all. Després es vessa mantega fosa calenta i amb pebre vermell o pul biber per sobre del plat.
Com que és un plat molt pràctic, de vegades també es prepara amb ou fregit o ou dur (tallat a rodanxes).